# Teoría del Estado
La teoría del Estado o filosofía del Estado es una disciplina que tiene como objeto de estudio las posibles definiciones, orígenes, formas, tareas y objetivos del Estado, así como de sus condiciones y límites institucionales, éticos y legales.] Como rama de la filosofía política y en concreto de la teoría general del Estado, a menudo sus temáticas afectan a varias otras ciencias simultáneamente, incluyendo la filosofía, la teología, las ciencias políticas, el derecho, la sociología y la economía. Se desarrolla a partir de una eclosión del derecho público en Alemania a principios del siglo XIX. El término surge de la lengua italiana Stato, que evolucionó del latín Stat.
Saber el origen.

## Teorías sobre la naturaleza del Estado
a) Las organicistas
b) La teoría de Hegel sobre el Estado
c) Las teorías sociológicas del Estado
d) La teoría de la institución
e) La teoría dualista o de las dos facetas de Jellinek
f) La teoría jurídica o formalista de Kelsen
g)  Las teorías anti formalistas
h) La escuela de la sociología política
i) La teoría  de  Hermann Heller.
j) La teoría predatoria, abordada por Charles Tilly, Franz Oppenheimer, David Hume, Robert Higgs, Margaret Levi, entre otros.

## El proceso de configuración del Estado Moderno

### La formación del Estado Moderno
El período conocido como Edad Moderna significó para Europa importantes cambios en su ordenamiento político. El fenómeno más destacado fue el surgimiento del concepto de Estado moderno: un territorio con fronteras determinadas, la existencia de gobierno común y un sentimiento de identificación cultural y nacional de sus habitantes.
Este proceso fue iniciado a partir de los siglos XIV y XV. Los monarcas europeos, interesados en concentrar el poder en su persona, debieron negociar con los señores feudales, quienes cedieron sus derechos individuales sobre sus feudos a cambio de una serie de privilegios. Los que no estuvieron dispuestos a transigir, fueron sometidos a través de violentas guerras. Algunos de estos nobles, ante el poder del rey, no les quedó más que convertirse en una nobleza aburguesada, convirtiéndose en "burgomaestres" o vasallos directos del rey. De este modo, el concepto feudal de lealtad, fue reemplazado por los de autoridad y obediencia, propios de un Estado con poder centralizado. En el siglo XVII, el poder político de los monarcas se fortaleció hasta eliminar cualquier representatividad, dando lugar a las monarquías absolutas.
La monarquía constituyó un Estado moderno sobre la base de una dirección fuerte, contando con los medios para sostenerla. Con esto, el rey consiguió la resignación de la sociedad, a cambio de un cierto orden y progreso. Uno de los más claros ejemplos del absolutismo fue Francia. Durante el siglo XVII, este país se convirtió en la mayor potencia europea, después de consolidar sus fronteras, gracias a innumerables guerras con los países vecinos. El rey Luis XIV (1643-1715) fue la mejor personificación de la imagen del monarca absoluto.

### Surgimiento del Estado liberal
El Estado liberal surgió como resultado de una crítica al Estado monárquico absolutista, de los siglos XVII y XVIII. Es decir, la forma de Estado que existía hasta antes de la Revolución estadounidense y de la Revolución Francesa de 1789. El liberalismo surgió a partir de una crítica contundente al sistema monárquico-feudal, que tuvo su expresión más acabada en la frase del Rey Luis XIV: "El Estado soy Yo".
Este liberalismo original tenía no solo una dimensión política, sino también económica y filosófica. Entre los pensadores o ideólogos se encontraban  Jean-Jacques Rousseau, Montesquieu, Diderot, Voltaire, Adam Smith, David Ricardo, Malthus, John Locke, etc. En el campo jurídico, pensadores como Thomas Jefferson y James Madison codificaron muchas de las ideas ilustradas en los documentos fundacionales de los Estados Unidos, específicamente en la Declaración de Independencia de los Estados Unidos y en la Constitución de los Estados Unidos.
Todos estos filósofos y pensadores hicieron una crítica a la sociedad absolutista-monárquica, que culminó en un proceso revolucionario de carácter político-social como fueron la Revolución estadounidense y la Revolución Francesa, y al mismo tiempo coincidió con un fenómeno de carácter científico-tecnológico: la primera Revolución industrial. Ambos dieron origen a un nuevo tipo de sociedad: la sociedad capitalista; y a un nuevo tipo de Estado: el Estado Liberal. 
Esta convergencia también dio origen a un nuevo tipo de trabajador: el obrero industrial o  proletario, así denominado por Karl Marx); y a lo que el Marxismo considera una super-explotación de ese mismo proletariado naciente.

### Estado liberal como Estado de derecho
El Estado de derecho se encuadra en el marco del Estado liberal pero no lo agota. Su configuración aparece marcada por dos planteamientos fundamentales:
- Por el rule of law (Mandato de la ley). Consecuencia de los enfrentamientos producidos en Inglaterra entre los defensores del parlamentarismo y los defensores del absolutismo monárquico. Este concepto supone el imperio del Derecho o Imperio de la ley, es decir, la primacía del principio de legalidad como expresión de la soberanía popular recogida en el Parlamento.

- Los planteamientos del iusnaturalismo racionalista de origen protestante que proponen el alejamiento del Derecho de las cuestiones éticas y morales; al mismo tiempo que establecen la vinculación entre el Estado y el Derecho. ¿Pero en realidad la formulación del Estado de derecho surge en la doctrina alemana? ¿Immanuel Kant representa la culminación de la concepción racional del Derecho y del Estado? La doctrina alemana no responde a los mismos criterios que la anglosajona, pues su proceso de evolución histórica fue distinto. Frente al rule of law que sitúa en una posición suprema al Parlamento, la doctrina alemana, donde esta supremacía no existía, ofreció la formulación del Estado de derecho según la cual el poder legislativo asume el monopolio de la ley, y el ejecutivo, la capacidad de hacer cumplir lo dictado por el legislativo.

## Características del Estado de derecho
- Imperio de la ley
- División de poderes y legalidad de los actos de los poderes públicos
- Derechos y libertades fundamentales
- Legalidad de las actuaciones de la Administración y Control Judicial de las mismas